# 小出村 (秋田県)
小出村（こいでむら）は、秋田県由利郡にあった村。

## 村名の由来
寛永年中に成立した東小出郷・西小出郷にちなむと思われる。
現在は小出郵便局等に名をとどめる。

## 沿革
- 1889年（明治22年）4月1日 - 町村制施行に伴い、中三地村、樋目野村、伊勢居地村、寺田村、畑村、水沢村が合併して由利郡小出村が成立。
- 1923年（大正12年）8月20日 - 村役場が移転[1]。
- 1955年（昭和30年）3月31日 - 平沢町、院内村と合併して仁賀保町となり消滅。

## 大字
- 中三地（なかさんち）
- 樋目野（ひめの）
- 伊勢居地（いせいじ）
- 寺田（てらだ）
- 畑（はた）
- 水沢（みずさわ）

## 交通

### 鉄道
村内には通っていなかった。日本国有鉄道羽越本線の羽後平沢駅が最寄りであった。